# برف و بوران ۱۳۹۷ کوهرنگ
برف و بوران کوهرنگ، در روز ۱۰ اسفند ۱۳۹۷ باعث شد در شهر چلگرد، ارتفاع برف به ۱۳۰ سانتی‌متر و در ارتفاعات شهرستان کوهرنگ تا سه متر برسد.

## خسارات و امداد رسانی
این ارتفاع برف سبب مسدود شدن راه ارتباطی ۳۲ روستاو گیر افتادن ۲۰۰ خودرو در گردنه های تاراز، چری و شاه منصوری شد. در جریان امدادرسانی به در برف ماندگان ۹۰ نفر اسکان داده شد. مسیر راه گردنه چری و شاه منصوری در روز ۱۱ اسفند باز شد و همین‌طور برق ۱۰۰ روستا بر اثر زیادی بارش برف قطع شده بود در همین روز مجدداً وصل گردید.